# Fráter György Katolikus Gimnázium és Kollégium
A Fráter György Katolikus Gimnázium és kollégium egy a Miskolcon található gimnáziumok közül. 1992. szeptember 1-jén három első osztállyal indult, a Szatmári Irgalmas Nővérek Hunyadi u. 6. sz. alatti épületében, amelyben korábban a Herman Ottó Gimnázium működött. Nevét a 16. században élt esztergomi érsekről, Fráter Györgyről kapta.
Folyik az első tanév munkája: tanítás, tanulás, az új elsősök felvételiztetése. Tehát vagyunk. Jövőnket pedig meghatározza az önkormányzat képviselő-testületének 1992 tavaszán történt döntése. E szerint az 1992/93-as tanév végeztével a Városház tér 6. sz. alatti intézet teljes egészében visszakerül a Szatmári Irgalmas Nővérek tulajdonába, amely az 1948. évi államosítás előtt az Érseki Leánynevelő Intézet néven működött.
A miskolci zárdát 1878-ban alapította dr. Samassa József egri érsek. A telket és a házat Bükk Zsigmondné Sebe Terézia adományozta. Az érsek 1886-87-ben a házat kibővítette /udvari szárny/. Ekkor épült a szép kápolna Feszty és Gráff tervei alapján, és Feszty Árpád oltárképével, melyet 1888-ban szenteltek fel.
Az érsek 60 000 aranykorona alapítvánnyal biztosította az intézet működését. A tanítás 6 osztályos népiskolával indult, amelynek a vezetésére a Szatmári Irgalmas Nővéreket telepítette le. 1889-ben az érsek a hatosztályos népiskola mellé másodfokú, felsőbb leányiskolát állított.
1907-ben a másodfokú felső iskola nyilvános jellegű négyosztályos polgári leányiskolává alakult. A növendékek számának növekedése szükségessé tette a párhuzamos osztályok felállítását, ami 1938-ban következett be. 1912-ben Samassa érsek meghalt, akiben az intézmény alapítóját és nagy jótevőjét vesztette el.
Az első világháború után a nővérek fáradhatatlan munkája révén az intézet lassan újra fejlődések indult. Minden külső segítség nélkül új telekkel, épületekkel gyarapodott. Dr. Szmercsányi Lajos érsek engedélyével 1927-ben megnyílt az 5 osztályos tanítóképző intézet. 1932-ben hagyták el az első diplomás tanítónők a miskolci zárdát. 1935-ben intézetünk új épülettel bővült a nővérek szorgalmából. Ebbe költözött át a tanítóképző, a régi épületben a párhuzamos osztályú elemi és polgári iskola maradt. 1938-ban módosult a tanítóképzés. Megnyílt a négy éves líceum, amelyre épült volna a 2 éves tanítóképző akadémia. A terv kivitelezését megakadályozta a második világháború.
A tanulók létszáma folyton duzzadt. A rend nagy gondot fordított a korszerű oktatásra. A szerzetes tanerőit budapesti és szegedi főiskolán képeztette. A nővérek nagy szeretettel foglalkoztak a diákok hitéletének alapozásával, világnézetük keresztényszellemű kialakításával. Ezt a célt szolgálta a Szívgárda és a Mária-kongregáció.
Az államosításkor az intézetnek kb. ezer növendéke volt. De 1948-ban az államosításkor, s még inkább az 1950-ben történt elhurcoláskor a zárda falai közül 42 évre eltűntek a nővérek. A kápolna megmaradt eredeti funkciójában. Innen táplálkozott a zárdai nevelés szelleme, ez vonzotta vissza az egykor itt végzetteket 10, 20, 50, 60 éves találkozókra a nehéz évtizedek alatt is.